# Sphaerobunus fulvigranulatus
Sphaerobunus fulvigranulatus is een hooiwagen uit de familie Gonyleptidae.